# Violetto di ftaleina
Il violetto di ftaleina è un indicatore.
A temperatura ambiente si presenta come un solido di colore beige ed inodore.